# Classe Bandiera
La classe Bandiera est une classe de quatre sous-marins construits pour la Marine royale italienne (en italien, Regia Marina).
Les quatre sous-marins de la classe, établis en 1928, ont été achevés en 1930. Il s'agissait de sous-marins du type « Bernardis » (coque simple à double fond central), développées à partir de la précédente classe Pisani. Ils avaient une vitesse de surface remarquable (17,5 noeuds) mais une tenue en mer décevante, de sorte qu'il a fallu apporter plusieurs modifications à la proue et à la tourelle, ainsi qu'ajouter des contrepoids, ce qui a réduit la vitesse d'environ deux noeuds.

## Caractéristiques
La classe Bandiera était une version améliorée et élargie des précédents sous-marins de la classe Pisani. Ils déplaçaient 940 tonnes en surface et 1 097 tonnes en immersion. Les sous-marins mesuraient 69,8 mètres de long, avaient une largeur de 7,3 mètres et un tirant d'eau de 5,26 mètres. Ils avaient une profondeur de plongée opérationnelle de 90 mètres. Leur équipage comptait 53 officiers et soldats.
Pour la navigation de surface, les sous-marins étaient propulsés par deux moteurs diesel de 1 500 chevaux (1 119 kW), chacun entraînant un arbre d'hélice. En immersion, chaque hélice était entraînée par un moteur électrique de 650 chevaux-vapeur (485 kW). Ils pouvaient atteindre 15 noeuds (28 km/h) en surface et 8,2 noeuds (15,2 km/h) sous l'eau. En surface, la classe Bandiera avait une autonomie de 4 750 milles marins (8 800 km) à 8,5 nœuds en surface et 60 milles nautiques (110 km) à 4 nœuds (7,4 km/h) en plongée.
Les sous-marins étaient armés de huit tubes lance-torpilles de 53,3 centimètres (21 pouces), quatre à la proue et quatre à la poupe, pour lesquels ils transportaient au total 12 torpilles. Ils étaient également armés d'un seul canon de pont 102/35 Model 1914 à l'avant de la tour de contrôle (kiosque) pour le combat en surface. Leur armement anti-aérien consistait en deux mitrailleuses Breda Model 1931 de 13,2 mm,.

## Navires de la classe
| Regia Marina - Classe Bandiera | Regia Marina - Classe Bandiera               | Regia Marina - Classe Bandiera | Regia Marina - Classe Bandiera | Regia Marina - Classe Bandiera | Regia Marina - Classe Bandiera |
| Sous-marin                     | Chantier                                     | Lancement                      | Entrée en service              | Destination finale             |                                |
| ------------------------------ | -------------------------------------------- | ------------------------------ | ------------------------------ | ------------------------------ | ------------------------------ |
| Fratelli Bandiera              | Cantieri Riuniti dell'Adriatico - Monfalcone | 7 août 1929                    | 2 juin 1930                    | Radié 1er février 1948         |                                |
| Luciano Manara                 | Cantieri Riuniti dell'Adriatico - Monfalcone | 5 octobre 1929                 | 6 juin 1930                    | Radié 1er février 1948         |                                |
| Ciro Menotti                   | OTO - La Spezia                              | 29 décembre 1929               | 29 août 1930                   | Radié 1er février 1948         |                                |
| Santorre Santarosa             | OTO - La Spezia                              | 22 octobre 1929                | 29 juillet 1930                | Sabordé le 20 janvier 1943     |                                |

### Fratelli Bandiera
Dans les années 1930, il a opéré en Méditerranée et en mer Rouge. En 1934, une explosion à bord a fait une victime.
Pendant la Seconde Guerre mondiale, il a été employé dans 22 missions offensives-exploratoires (dans des secteurs secondaires) et 17 missions de transfert, couvrant un total de 15 976 milles nautiques en surface et 1 899 milles nautiques sous l'eau, jusqu'en avril 1942.
À partir de ce mois-là, il a été employé pour la formation à l'école de sous-marins de Pula, avec 140 missions de ce type.
c
Lors de l'armistice de septembre 1943 (armistice de Cassibile), il s'est rendu aux Alliés à Malte. Employé dans des activités de formation pour les unités anti-sous-marines, il a été désarmé à la fin de la guerre, démâté en 1948 et mis au rebut.

### Luciano Manara
En décembre 1936, il est envoyé pour participer clandestinement à la guerre civile d'Espagne, sans résultat.
Il a effectué un total de 17 missions de guerre (11 offensives et 8 transferts), naviguant sur un total de 10 193 milles nautiques en surface et 1 381 milles nautiques sous l'eau, subissant à une occasion (en juin 1940) une attaque aérienne. Le 16 mars 1942, il est affecté à l'école de sous-marins de Pula, où il effectue 203 missions d'entraînement.
Au moment de l'armistice, il travaillait à Brindisi. Alors employé dans les exercices antisomiques des Alliés, il a été radié le 1er février 1948, puis mis au rebut.

### Ciro Menotti
Il a participé clandestinement à la guerre civile d'Espagne au cours de laquelle il a coulé le navire à vapeur Delfin de 1 250 tonneaux et a effectué des actions de bombardement des côtes à l'aide de canons.
Pendant la Seconde Guerre mondiale, de juin 1940 à janvier 1942, il a effectué 23 missions offensives et exploratoires en Méditerranée orientale, et à partir de mai 1942, il a été affecté au transport de fournitures vers la Libye, effectuant huit missions de ce type ; il a parcouru un total de 25 000 milles nautiques, dont 2 800 milles nautiques sous l'eau.
À partir du 7 mars 1943, il est affecté à l'École de sous-marins de Pula, pour laquelle il effectue 53 missions d'entraînement.
Le 3 août 1943, il effectue une mission de transport et de débarquement (près de Benghazi) de 19 saboteurs du bataillon "San Marco".
Lors de l'armistice, il s'est dirigé vers Syracuse mais a été détourné vers Malte. Utilisé ensuite pour des exercices d'antisémitisme, il a été désarmé en 1945 et radié en 1948.
Il a été mis au rebut après la guerre.

### Santorre Santarosa
De juin 1940 à avril 1941, il effectue diverses missions offensives en Méditerranée, en passant par divers malheurs (la première mission est interrompue pour cause de panne, en novembre 1940, il est gravement endommagé par une collision avec le navire Giuseppe e Maria, en avril 1941, il y a une victime à bord dans la mer agitée) sans obtenir aucun résultat.
Il est ensuite affecté au service de transport de fournitures vers la Libye. Le 21 octobre 1942, il évite les trois torpilles lancées par un sous-marin ennemi, mais le 19 janvier 1943, il s'échoue près des côtes libyennes et quelques heures plus tard, immobilisé, il est torpillé par des torpilleurs anglais avec deux victimes.
Le 20 janvier 1943, l'épave est sabordée.